# リャノ郡 (テキサス州)
リャノ郡（リャノぐん、英: Llano County、[ˈlænoʊ]）は、アメリカ合衆国テキサス州の中央部、エドワーズ高原に位置する郡である。2010年国勢調査での人口は19,301人であり、2000年の17,044人から13.2%増加した。郡庁所在地はリャノ市（人口3,232人）であり、同郡で人口最大の町は国勢調査指定地域であるキングスランド（人口6,030人）である。リャノ郡は1856年に設立され、郡名はリャノ川に因んで名付けられた。

## 年譜
- リャノ郡となった地域の初期住人は友好的なトンカワ族だった[5]。
- 1842年4月20日、アーデルフェラインの[6]フィッシャー・ミラー土地特許で、ドイツ人、オランダ人、スイス人、デンマーク人、スウェーデン人、ノルウェー人移民の600家族と単身者のために、300万エーカー (12,000 km2) の土地が取って置かれた[7]。
- 1844年6月26日、ヘンリー・フランシス・ミラーがアーデルスフェラインに対する土地特許の利権を売却した。
- 1845年12月20日、フィッシャーとバーチャード・ミラーがアーデルスフェラインに対する土地特許の利権を売却した。
- 1847年、ミューズバック・コマンチ条約が調印された[8]。アーデルスフェラインの最後の町であるベッティーナが自由思想の知識人集団によって設立され、ドイツ人女流作家ベッティーナ・フォン・アルニムに因んで名付けられた。この町は、統治組織が無く、権限に関する紛争が起こったために、数年のうちに消失した[9][10]。
- 1852年、コロラド川沿いのタウとブラフトンに開拓者が入った[5]。
- 1854年5月14日-15日、サンアントニオでドイツ系移民のテキサス州大会が開催され、政治、社会および宗教に関する次のような綱領を採択した。1) 平等な労働に対する平等な報酬 2) アメリカ合衆国大統領の直接選挙 3) 死刑の廃止 4)  奴隷制度は悪であり、その廃止は民主主義原則の要求である 5) 大学を含め、宗教の影響無しに州が支援する無料教育 6) 教会と政府の完全な分離[11]
- 1856年、テキサス州議会がベア郡とジルスピー郡の一部を分離してリャノ郡を設立した[5]。
- 1860年、郡の人口は1,101人だった。21人が奴隷所有者、奴隷は54人だった[5]。
- 1862年、郡内から100人の志願兵が南軍のジョン・ジョージ・ウォーカー少将の師団に加わった。
- 1869年、牧場主ジョン・ウェズレー・スナイダーがリャノ郡からチザム・トレイル（英語版）を経由してカンザス州アビリーンまで牛を追った[12]。
- 1870年代、ベイビーヘッドと呼ばれる開拓者村があった[13]。地元の伝説に拠れば、小さな子供がインディアンに殺され、その亡骸がベイビーヘッド山と呼ばれる丘に残された[14]。そこにジョディー・メイ・マックニーリーがベイビーヘッド墓地を造った。ベイビーヘッドの村は現在存在していない[15]。
- 1873年8月4日、パックサドル山がこの地域でのインディアンとの最後の戦闘地ちなった。インディアンの脅威が止んで、農業が成長を始めた[16]。
- 1892年6月7日、オースティン・アンド・ノースウェスタン鉄道のリャノ支線が開通した[5]。
- 1893年、オースティンの建築家A・O・ワトソンが設計した郡庁舎が完成した[17]。
- 1895年、ミズーリ州セントルイスのポーリー監獄建設製造会社がリャノ郡監獄を建設した[18][19]。
- 1900年、フランク・タイクがタイク・モニュメントワークスを設立した[20]。
- 1901年、リャノ女性文学協会が組織された。会員は16人だった[5]。
- 1901年、キングスランドでビクトリア様式のアントラーズ・ホテルが開業した。

## 地理
アメリカ合衆国国勢調査局に拠れば、郡域全面積は966平方マイル (2,502 km2)であり、このうち陸地935平方マイル (2,421 km2)、水域は31平方マイル (81 km2)で水域率は3.25%である。
郡内には州指定自然地域であるエンチャンテッドロックがあり、人気のある観光地になっている。
リャノ郡を流れる主要河川はリャノ川とコロラド川である。これらの間にブキャナン湖、インクス湖、リンドン・B・ジョンソン湖が水を貯めている。全て郡域に一部が入っている。

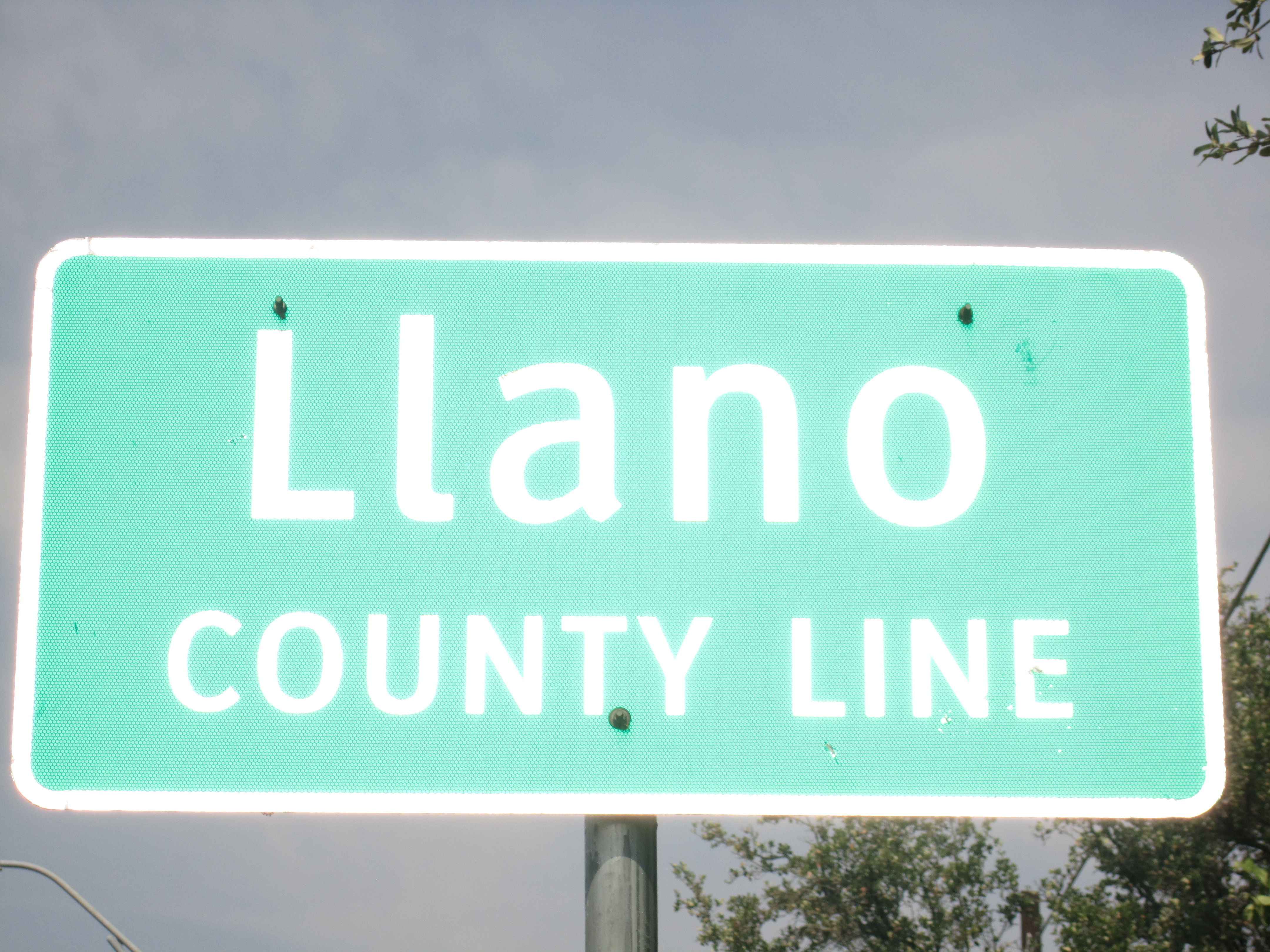
リャノ郡境の標識

### 主要高規格道路
- テキサス州道16号線
- テキサス州道29号線
- テキサス州道71号線

### 隣接する郡
- サンサバ郡 - 北
- バーネット郡 - 北東
- ブランコ郡 - 南東
- ジルスピー郡 - 南
- メーソン郡 - 西

## 人口動態

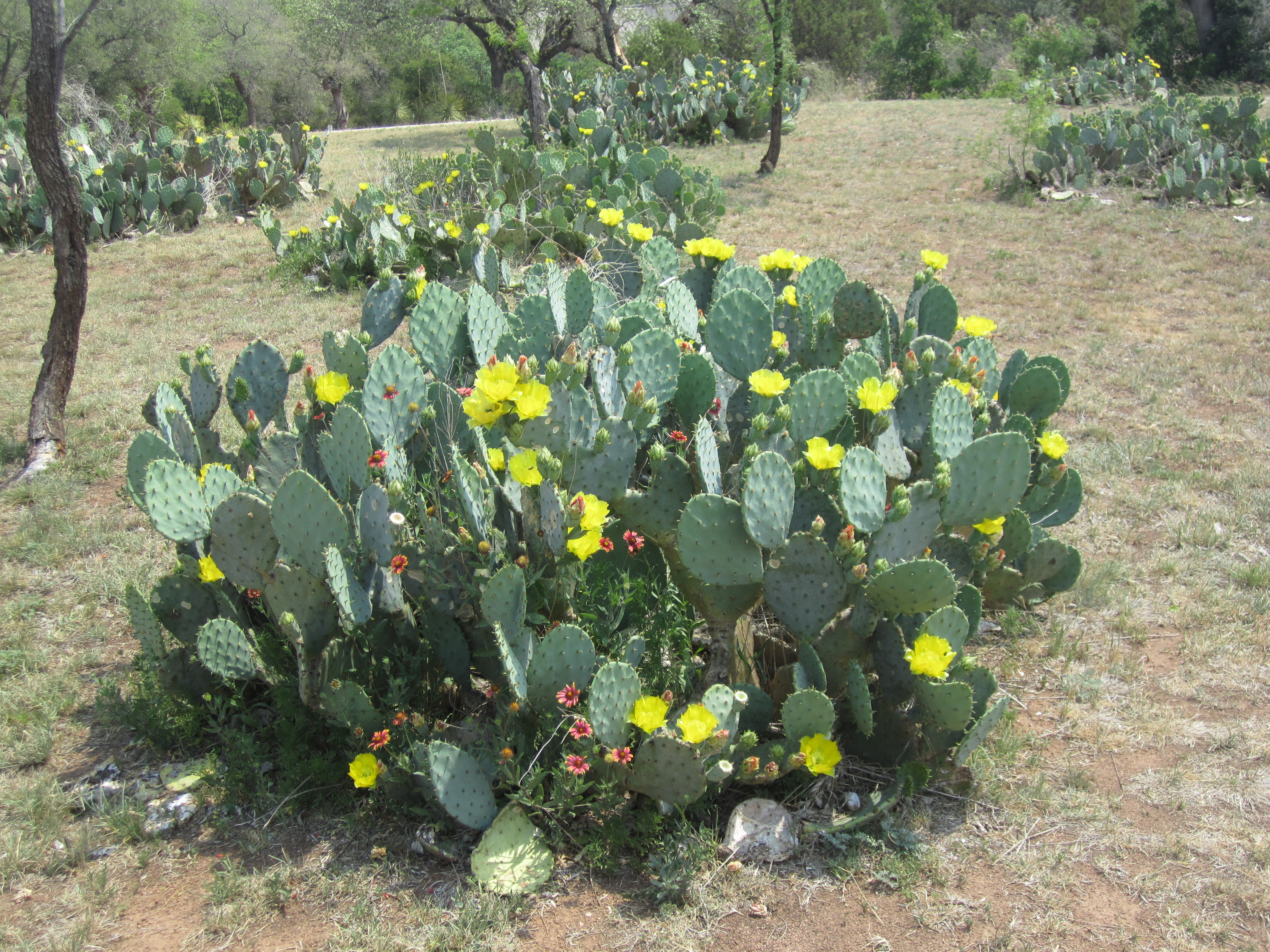
田園部で春に咲くサボテンの花

以下は2000年の国勢調査による人口統計データである。
| 基礎データ - 人口: 17,004人 - 世帯数: 7,879 世帯 - 家族数: 5,365 家族 - 人口密度: 7人/km2（18人/mi2） - 住居数: 11,829軒 - 住居密度: 5軒/km2（13軒/mi2） 人種別人口構成 - 白人: 96.27% - アフリカン・アメリカン: 0.30% - ネイティブ・アメリカン: 0.42% - アジア人: 0.38% - 太平洋諸島系: 0.03% - その他の人種: 1.77% - 混血: 0.84% - ヒスパニック・ラテン系: 5.13% 年齢別人口構成 - 18歳未満: 15.9% - 18-24歳: 4.5% - 25-44歳: 18.4% - 45-64歳: 30.5% - 65歳以上: 30.7% - 年齢の中央値: 53歳 - 性比（女性100人あたり男性の人口） - 総人口: 94.4 - 18歳以上: 91.7 | 世帯と家族（対世帯数） - 18歳未満の子供がいる: 16.9% - 結婚・同居している夫婦: 59.5% - 未婚・離婚・死別女性が世帯主: 5.9% - 非家族世帯: 31.9% - 単身世帯: 28.3% - 65歳以上の老人1人暮らし: 16.0% - 平均構成人数 - 世帯: 2.13人 - 家族: 2.56人 収入と家計 - 収入の中央値 - 世帯: 34,830米ドル - 家族: 40,597米ドル - 性別 - 男性: 30,839米ドル - 女性: 21,126米ドル - 人口1人あたり収入: 23,547米ドル - 貧困線以下 - 対人口: 10.3% - 対家族数: 7.2% - 18歳未満: 17.2% - 65歳以上: 6.0% |

## 都市と町
- ブキャナンダム、国勢調査指定地域
- ホースシューベイ
- キングスランド、国勢調査指定地域
- リャノ - 郡庁所在地
- サンライズビーチビレッジ

### 未編入の町
- ブラフトン
- キャステル
- クリック
- タウ
- バレースプリング

## 著名な出身者
- エミール・クリーウィッツ、ペナテカ・コマンチ族と共に生活し、フィッシャー・ミラー土地特許入植者のためにガイドを務めた。1870年にリャノ郡治安判事、1871年にはリャノ郡選挙判事、1876年から1883年にはキャステルの郵便局長を務めた。リャノ郡墓地に埋葬されている[24][25]